# Melillaia matsumuri
Melillaia matsumuri är en insektsart som beskrevs av Metcalf 1955. Melillaia matsumuri ingår i släktet Melillaia och familjen dvärgstritar. Inga underarter finns listade i Catalogue of Life.